# XLII народно събрание
Четиридесет и второто народно събрание (XLII НС) е обикновено народно събрание на България, което е сформирано според резултатите от извънредните парламентарни избори в България, проведени на 12 май 2013 г. Първото му заседание е на 21 май 2013 г. и е открито от най-възрастния депутат - Стефан Данаилов от БСП (на 70 години), а последното – на 4 август 2014 г. На 6 август 2014 г. с указ на президента Росен Плевнелиев XLII народно събрание е официално разпуснато.
Народното събрание избира 92-ро правителство на България. За работата на XLII народно събрание и избраният от него кабинет обществените оценки са противоречиви. То преживява едни от най-продължителните и многобройни граждански протести, добили популярност с името ДАНСwithme, на които десетки хиляди българи призовават за оставка на кабинета, народното събрание и провеждане на нови избори. Кратковременно се провеждат и контрапротести, насочени срещу президента на България Росен Плевнелиев.
Началото на работата на XLII НС започва с политически конфронтации, които до средата на 2014 г. прерастват в политическа криза. Коалицията между БСП, ДПС и Атака, които подкрепят кабинета, се разпада заради вътрешни противоречия и незадоволителни резултати на Евроизборите през май 2014. Положението се влошава от криминалното източване на Корпоративна търговска банка и неуспехът на правителството и Българската народна банка да гарантират пълното изплащане на всички застрашени депозити. Фискалната политика на кабинета също търпи критики заради издаването на нов външен дълг в размер на 3 млрд. лева и недоброто изпълнение на държавния бюджет, което налага гласуване на нови 225 млн. лева за сектор „Здравеопазване“. Сложната политическа, икономическа, социална и обществена обстановка принуждават министър-председателя на България Пламен Орешарски да подаде оставка на 23 юли 2014 г., която бива приета от НС на 24 юли. На 6 август XLII народно събрание е разпуснато с указ на президента Росен Плевнелиев.

## Парламентарни групи
Парламентарни групи в XLII НС в началото на работата му:
| Парламентарни групи         | Гласове   | Проценти | Мандати |
| --------------------------- | --------- | -------- | ------- |
| ГЕРБ                        | 1 081 605 | 30,54%   | 97      |
| Коалиция за България        | 942 541   | 26,61%   | 84      |
| Движение за права и свободи | 400 466   | 11,31%   | 36      |
| Атака                       | 258 481   | 7,30%    | 23      |
| Общо:                       | 2 683 093 | 75,76%   | 240     |

## Ръководство[14]
| Заемана длъжност      | Народен представител                                                                     | Парламентарна група         |
| --------------------- | ---------------------------------------------------------------------------------------- | --------------------------- |
| председател           | Михаил Миков                                                                             | Коалиция за България        |
| заместник-председател | Мая Манолова                                                                             | Коалиция за България        |
| заместник-председател | Христо Бисеров (21 май 2013 – 7 ноември 2013 г.) Алиосман Имамов (от 12 ноември 2013 г.) | Движение за права и свободи |
| главен секретар       | Иван Славчов                                                                             |                             |

## Парламентарни комисии
Броят на комисиите в XLII НС е 23.
- Комисия по икономическа и туризъм – 23 народни представители
- Комисия по енергетика
- Комисия по бюджет и финанси – 23 народни представители
- Комисия по правни въпроси – 22 народни представители
- Комисия по регионална политика и местно самоуправление – 25 народни представители
- Комисия по инвестиционно проектиране – 26 народни представители
- Комисия по външна политика – 24 народни представители
- Комисия по отбрана – 25 народни представители
- Комисия по вътрешна сигурност и обществен ред – 21 народни представители
- Комисия по земеделието и храните – 22 народни представители
- Комисия по труда и социалната политика – 24 народни представители
- Комисия по образованието и науката – 22 народни представители
- Комисия по децата, младежта и спорта – 24 народни представители
- Комисия по здравеопазването – 22 народни представители
- Комисия по околната среда и водите – 24 народни представители
- Комисия по транспорт, информационни технологии и съобщения – 22 народни представители
- Комисия по културата и медиите – 26 народни представители
- Комисия по взаимодействие с граждански организации и движения – 13 народни представители
- Комисия по правата на човека и жалбите на гражданите – 24 народни представители
- Комисия за борба с корупцията и конфликт на интереси – 16 народни представители
- Комисия за контрол над службите за сигурност, използването и прилагането на специални разузнавателни средства и достъпа до данните по Закона за електронните съобщения“ – 13 народни представители
- Комисия по европейските въпроси и контрол на европейските фондове – 28 народни представители
- Комисия по вероизповеданията и парламентарна етика – 25 народни представители

## Парламентарни делегации
- Постоянна делегация на Народното събрание в Парламентарната асамблея на Съвета на Европа – 12 народни представители
- Постоянна делегация на Народното събрание в Парламентарната асамблея на Организацията за сигурност и сътрудничество в Европа – 10 народни представители
- Постоянна делегация на Народното събрание в Парламентарната асамблея на НАТО – 6 народни представители
- Постоянна делегация на Народното събрание в Интерпарламентарния съюз – 5 народни представители
- Постоянна делегация на Народното събрание в Парламентарната асамблея на Черноморското икономическо сътрудничество – 5 народни представители
- Постоянна делегация на Народното събрание в Парламентарното измерение на Централноевропейската инициатива – 4 народни представители
- Постоянна делегация на Народното събрание в Евросредиземноморската парламетарна асамблея – 3 народни представители
- Постоянна делегация на Народното събрание в Парламентарната асамблея на франкофонията – 4 народни представители
- Постоянна делегация на Народното събрание в Интерпарламентарната асамблея по православие – 5 народни представители
- Постоянна делегация на Народното събрание в Асамблеята на Европейската сигурност и отбрана / Асамблеята на Западноевропейския съюз – 12 народни представители

## Депутати от XLII НС, сътрудничили на специалните служби по време на комунистическия режим
Дванадесет от избраните депутати в XLII народно събрание са били сътрудници на бившата Държавна сигурност:
- Любомир Христов – ГЕРБ
- Румен Иванов – ГЕРБ
- Стефан Дедев – ГЕРБ
- Минчо Минчев – известен на службите с псевдонима „Арабаджиев“; агент на Шесто управление на ДС – „Борба с идеологическата диверсия“ от 1985 г.; след промените от 1989 г. – депутат от БСП
- Росен Малинов – КБ
- Румен Гечев – секретен сътрудник на Първо главно управление на ДС от 1987 г.; известен с псевдонима Економов – КБ
- Христо Монов – КБ
- Лютви Местан – агент Павел на военното контраразузнаване от 1979 г. – ДПС
- Ахмед Башев – агент Манол на Областно управление на МВР-ДС – Благоевград от 1988 г.; бивш кмет на община Гърмен – ДПС
- Рамадан Аталай – агент Вергил на Софийско градско управление на МВР-ДС от 1982 г. – ДПС
- Янко Янков – ДПС
- Станислав Станилов – агент Светлин на Второ главно управление на ДС (контраразузнаването) от 1986 г. – Атака
- Емил Георгиев – агент Станислав към ОУ на МВР-ДС – Видин – КБ

## Скандали

### Избор на кабинет
С избирането на четирите партии става ясно, че техните интереси ги свеждат до два лагера с еднакъв брой депутати: 84 КБ + 36 ДПС = 120; 97 ГЕРБ + 23 Атака = 120. След като ГЕРБ връща своя мандат за сформиране на правителство, и Атака заявява, че няма да подкрепи предложение за правителство от другите две партии. На 29 май парламентарните групи и на двете партии присъстват в Народното събрание в пълен състав, но не се регистрират, с изключение на лидера на Атака, който осигурява необходимия кворум за започване на заседанието, на което е одобрено 92-ро Правителство на България. Като се има предвид пълния паритет на политическите сили в парламента, осигуряването на този кворум се превръща в едно от най-очакваните парламентарни събития в този политически мандат. Регистрирането на 121-вия глас от лидера на Атака обаче поражда много въпросителни. Мнозина заклеймяват БСП, ДПС и Атака в договорка и в нова Тройна коалиция. На първото заседание на 42-рото Народното събрание, от Атака обявяват, че няма да подкрепят нито правителство от страна на БСП и ДПС, нито от страна на ГЕРБ. Реално обаче лидерът на Атака, без значение на неговата позиция при вота, упражнява необходимия глас, с който осигурява минимално необходимия кворум, при който се гарантира правителство на БСП и ДПС. Останалите депутати от Атака не гласуват против кабинета, въпреки убежденията на лидера на Атака, че партията му е против всякакво правителство.

### Избор на Делян Пеевски за председател на ДАНС
На 14 юни 2013 г., три дни след като са гласувани промени в закона за ДАНС, които прехвърлят правомощията за избора на шеф на ДАНС от президента на Министерския съвет, премиерът Пламен Орешарски прави извънредно предложение, невписано в дневния ред на заседанието на Парламента, за номинация на депутата от ДПС Делян Пеевски за шеф на Държавната агенция за национална сигурност.

### „Тефтерчето на Златанов“
През юли 2013 г. председателят на парламентарната комисия за предотвратяване и установяване на конфликт на интереси, Филип Златанов, излъчен от партия ГЕРБ, бива привлечен като обвиняем за „длъжностно престъпление“. При обиск в дома му разследващите откриват тефтерче със записки, които подсказват опити на Златанов за „търговия с влияние“ и „упражняване на натиск“. Бележките съдържат инициалите И.Ф., Ц.Ц. и Б.Б., както и имената на президента Росен Плевнелиев и Димана Ранкова, бивш зам. шеф на Комисията за финансов надзор (КФН) и настоящ съветник на президента. Част от текстовете в бележките са следните: „Винаги да се уведомява ИФ за обаждания от първите мъже на държавата + председатели на комисии ИФ – ЦЦ – ББ“, „Да се удари Трайчо Трайков“, „да не се работи по Емил Димитров до март месец тази година, а след това да се работи срещу Емил Димитров, защото вече нямало да е депутат“, „Активна работа и по Ангел Семерджиев“, „Кмета на Кръстева – да има конфликт“, „Илич Томински – да се удари“. Изданията „Капитал“ и „Дневник“ са описани като „вражески“.

### Данъчни измами на Христо Бисеров
На 3 ноември 2013 г. Христо Бисеров подава оставка като заместник-председател на XLII народно събрание и като депутат. На 7 ноември 2013 г. срещу него е образувано досъдебно производство от Софийска градска прокуратура за „данъчни престъпления и пране на пари“, както и за „представяне на декларация с невярно съдържание пред Сметната палата“. Производството е образувано от главния прокурор Сотир Цацаров и е насочено към Христо Бисеров и Ивайло Главинков, който е съучаствал в престъпленията. Внесеното от Прокуратурата дело е с искане за 4-годишен затвор. Скандалният случай разпалва недоволство в обществото, като поставя под въпрос морала на народните представители и ръководството на Парламента, имайки предвид, че само няколко месеца по-рано те полагат клетва пред Конституцията на страната.
На 1 декември 2015 г. Христо Бисеров е оправдан по всички обвинения. На 10 февруари 2016 г. делото срещу Бисеров е окончателно прекратено. Причина за прекратяването на делото е липса на неоспорими доказателства за вина от страна на подсъдимите. В хода на разследването държавното обвинение поисква официално от Швейцария разкриване на банкова тайна на сметките на двамата обвиняеми. В отговор швейцарската страна отказва, с което обвинението не успява да проследи източниците на имуществото на обвиняемите и начинът на придобиването им.

### Хулигански скандал по време на полет София – Варна
На 6 януари 2014 г. по време на редовен полет София – Варна, лидерът на партия Атака извършва престъпление от общ характер. По време на снижаването за кацане на самолета българският народен представител се приближава до друг пътник в самолета, който седи до прозореца на място 11C, и изисква документите ѝ, като се аргументира, че е депутат. Въпросният пътник се оказва френското културно аташе в България г-жа Стефани дьо Мартие. В опит да помогне за успокояване на напрежението се включва стюардесата на самолета, която моли народния представител да седне на мястото си. Той отказва и се налага капитанът на самолета да се намеси, за да бъде озаптен лидерът на Атака. Този опит също се оказва неуспешен и впоследствие г-жа дьо Мартие предоставя въпросните документи. След инцидента посолството на Франция излиза с официална позиция по случилото се.
| „                 | Френски дипломатически служител е станал жертва на обиди и заплахи от страна на български гражданин по време на полет на компания България Ер от София за Варна, на 6 януари вечерта. Този гражданин е отправил груби упреци към него, свързани с националността му, и е използвал депутатските си права, за да изиска проверка на документите на този дипломатически служител, при положение че, не бидейки полицай, той няма такова право. Посолството на Франция напомня, че дипломатическите и консулските служители са защитени от Виенската конвенция от 18 април 1961 година и че е задължение на българските власти да вземат всички необходими мерки, за да не бъде допуснато посегателство до личността, свободата и достойнството на тези служители | “ |
| Френско посолство | |   |

## Обществени реакции
Обществените нагласи спрямо XLII НС и избраният от него кабинет са противоречиви. Работата на двете институции е съпътствана от разделение на общественото мнение, като хиляди протестират с искане за оставка на правителството, а много други се обявяват в негова подкрепа.

### Оставката на правителството наПламен Орешарски
На 23 юли 2014 г. Пламен Орешарски подава оставка на правителството, след като в началото на месец юни ДПС обявява, че този кабинет няма да изкара пълния си мандат. На 29 юни 2014 г. след консултации при президента Росен Плевнелиев става ясно че настоящото народно събрание ще бъде разпуснато на 6 август, а предсрочните парламентарни избори ще са на 5 октомври 2014 г.